# 马克特奥芬根
马克特奥芬根是德国巴伐利亚州的一个市镇。总面积13.59平方公里，总人口1326人，其中男性692人，女性634人（2011年12月31日），人口密度98人/平方公里。